# Interdune Boardwalk
L'Interdune Boardwalk est une promenade en planches américaine dans le comté d'Otero, au Nouveau-Mexique. Elle est située au sein du parc national des White Sands.